# Cumming (Geórgia)
Cumming é uma cidade localizada no estado americano de Geórgia, no Condado de Forsyth.

## Demografia
Segundo o censo americano de 2000, a sua população era de 4220 habitantes.
Em 2006, foi estimada uma população de 5877, um aumento de 1657 (39.3%).

## Geografia
De acordo com o United States Census Bureau tem uma área de
15,2 km², dos quais 15,2 km² cobertos por terra e 0,0 km² cobertos por água. Cumming localiza-se a aproximadamente 350 m acima do nível do mar.

## Localidades na vizinhança
O diagrama seguinte representa as localidades num raio de 20 km ao redor de Cumming.